# Svorsk
Svorsk(a) – een portmanteauwoord samengesteld uit svensk(a) (Zweeds) en norsk(a) (Noors) – is een mengeling van de Zweedse en Noorse taal. De humoristische en enigszins denigrerende term wordt gebruikt voor de gesproken taal van Noren die Zweeds en Zweden die Noors proberen te spreken. In het Noors wordt deze mengeling svorsk genoemd, in het Zweeds svorska. Aangezien het vooral om Noors vermengd met Zweedse woorden gaat, wordt doorgaans de term svorsk gehanteerd.
Deze zogenaamde mengtaal komt vaak voor in tv- en radioprogramma's met deelnemers uit zowel Zweden als Noorwegen. Zweedse en Noorse woorden worden in dezelfde zin door elkaar gebruikt, zodat conversaties dan wel interviews makkelijker door het publiek te volgen zijn. Een goed voorbeeld hiervan is de variant die de Noorse presentator Fredrik Skavlan gebruikt in zijn programma's, die bedoeld zijn voor zowel Zweedse als Noorse kijkers. Hierbij spreekt hij regelmatig Zweedse woorden op z'n Noors uit, waardoor er eveneens sprake is van svorsk.
Het fenomeen komt veel voor, mede door de wederzijdse verstaanbaarheid tussen de twee talen, die allebei afstammen van het Oudnoords.

## Achtergrond
Het svorsk vindt zijn oorsprong in de jaren 60 en 70 van de 20e eeuw en is te danken aan de sterke invloed vanuit Zweden in de Noorse populaire cultuur. Een groot deel van de bevolking in het oosten van Noorwegen volgde in die tijd regelmatig Zweedse programma's en leerde op die manier de Zweedse taal. Hierbij kan men denken aan bijvoorbeeld Pippi Langkous, de verfilming van de gelijknamige boeken van de Zweedse schrijfster Astrid Lindgren.
De Noorse antropoloog en ontdekkingsreiziger Thor Heyerdahl was een van de eerste personen op televisie die de twee talen, in de commentaren voor de tv-series over zijn reizen, met elkaar mengde.
Verschillende Zweedse woorden zijn inmiddels al dan niet in aangepaste vorm ingeburgerd in de Noorse taal. Dezelfde belangstelling is bij de Zweden echter niet aanwezig, met als resultaat dat zij het Noors slecht begrijpen in verhouding tot de oudere Noren en hun begrip van het Zweeds. Vanaf de jaren '90 verving het Engels gaandeweg het Zweeds in de massacultuur.